# Shannon Burke
Shannon Burke (Wilmette, 11 settembre 1966) è uno scrittore e sceneggiatore statunitense.

## Biografia
Laureatosi all'Università della Carolina del Nord a Chapel Hill, ha lavorato come paramedico per il New York City Fire Department, basandosi su queste esperienze per scrivere i suoi primi e più apprezzati due romanzi, Safelight (2004) ed I corpi neri (2008). Il secondo è stato finalista di numerosi premi letterari, come l'International IMPAC Dublin Literary Award e il Grand prix de littérature policière. Ha poi lavorato al cinema e in televisione, collaborando come consulente alla sceneggiatura di Syriana (2005), e creando nel 2020 per Netflix la serie Outer Banks con Josh e Jonas Pate.

## Opere
- (EN) Safelight, New York, Random House, 2004, ISBN 978-0812971743.
- (EN) Black Flies, New York, Soft Skull Press, 2008, ISBN 978-1593761912.
  -  I corpi neri, traduzione di Seba Pezzani, Milano, ISBN edizioni, 2010, ISBN 978-8876381751.
  -  Mosche nere, traduzione di Seba Pezzani, Napoli, Marotta e Cafiero, 2022, ISBN 978-8831379496.
- (EN) Into the Savage Country, New York, Pantheon, 2015, ISBN 978-0307908926.
- (EN) The Brother Years, New York, Pantheon, 2020, ISBN 1524748641.

## Filmografia
Sceneggiatore e co-creatore
- Outer Banks – serie TV, 23 episodi (2020-2023)

Film tratti dalle sue opere
- Città d'asfalto (Black Flies), regia di Jean-Stéphane Sauvaire (2023)